# Festivalska dvorana, Salzburg
Velika festivalska dvorana v Salzburgu (od 1960 do 1962 Neues Festspielhaus, od leta 1963 Großes Festspielhaus) je eno od prizorišč Salzburškega festivala in stoji v starem mestu Salzburg, delno vgrajena v Mönchsberg.

## Zgodovina

### Hlevi nekdanjega knezonadškofa
Velika festivalska dvorana je skupaj z Mozartovo hišo (prej Mala festivalska dvorana), Felsenreitschule in Mestna dvorana pripadala hlevom nekdanjega knezonadškofa (Hofmarstall). Zgradili so jo pod nadškofom Wolfom Dietrichom von Raitenaujem v letih 1606 in 1607, kompleks je vključeval tudi Marstallschwemme pri današnjem trgu Herberta von Karajana. Leta 1662 so to stavbo razširili in ustanovili zimsko šolo jahanja, v kateri je zdaj Mozartova hiša. Nadaljnja širitev je potekala pod nadškofom Johannom Ernstom von Thunom. Poletna šola jahanja, današnja Felsenreitschule in pročelje severne ožje strani proti Herbert-von-Karajan-Platzu in Marstallschwemme so bili zasnovani po načrtih Johanna Bernharda Fischerja von Erlacha leta 1693/94.

### Kasarna Hofstall in Haus der Natur
Po koncu knezonadškofije leta 1803 je hiša postala konjeniška vojašnica, Hofstallkaserne. Šola jahanja je bila ustanovljena leta 1841 kot Dvorana za jahanje, se prilagodila, razširila in pokrila. Leta 1859 so glavno hišo razširili. Konjenica je bila nastanjena do druge tretjine 19. stoletja, od takrat naprej je bila v njej mešanica, tudi topništvo. Po prvi svetovni vojni so tu postavili tudi prvo armado. 
Od ustanovitve leta 1924 se je tu našla tudi Haus der Natur, ki se je leta 1959 preselila v zapuščeni uršulinski samostan.

### Gradnja Velike festivalske dvorane
Po načrtih avstrijskega arhitekta Clemensa Holzmeisterja se je ideja o drugi operni in koncertni hiši uveljavila v praksi. Ta je bila zgrajena poleg že obstoječe Festspielhaus (današnja Mozartova hiša). Med letoma 1956 in 1960 so odstranili 55.000 kubičnih metrov Mönchsberga, da bi nova zgradba imela dovolj prostora, predvsem za odrsko hišo, nato pa so zgradili festivalsko gledališče.

## Otvoritev in premiere
Große Festspielhaus je bila odprta 26. julija 1960 z opero Richarda Straussa Der Rosenkavalier (Kavalir z rožo) pod vodstvom Herberta von Karajana, s tem delom pa so bile počaščene tri najpomembnejše osebnosti salzburškega festivala in sicer Richard Strauss, Hugo von Hofmannsthal in Max Reinhardt.
V Veliki festivalski dvorani so se  premierno predstavila naslednja dela:
- 1966 Die Bassariden, Hans Werner Henze, pod vodstvom Christopha von Dohnányija
- 1973 De temporum fine comoedia, [fCarl Orff]], pod vodstvom Herberta von Karajana

## Oprema in tehnologija
Specifikacije:
- Širina odra: 100 metrov
- Globina odra: 25 metrov
- Širina portala: 30 metrov
- Višina portala: 9 metrov
- Pet dvižnih ploščadi, vsaka 18 × 3 metra; potovalna hitrost max. 0,25 m / s; vsaka nosilnost 20 t hidravlične stopnje (dvojni sistem od ABB)
- Vlečna tla: 155 vlečnih naprav z nosilnostjo 500 kg vsaka, od katerih je ena tretjina hidravlično in elektronsko krmiljena.
- Osvetlitev: 825 krmiljenih vezij z izhodno močjo vsaj 5000 vatov; digitalni regulator osvetlitve; 2000 žarometov v parku opreme
- Elektroakustika: nadzorna miza s 16 vhodi, 16 vhodnimi izhodi in 4 pomožnimi izhodi; povezave za zvočnike in mikrofone na celotnem odru in v publiki
- Odrska tehnologija in druge posodobitve prihajajo tudi iz dunajskega podjetja Waagner Biro[2].

Širok avditorij ima skoraj kvadratni tloris s stransko dolžino približno 35 metrov in ima 2179 sedežev (ni stojišč) .
Orkestrska jama sprejme do 110 glasbenikov.

## Umetniško oblikovanje
Tla preddverja so prekrita z adneterskega marmorja (apnenca), tla sprehajališč so iz zelenega serpentina z mozaiki Richarda Kurta Fischerja. Tu so tudi številna umetniška dela:
- skulpturi Gledališče in Glasba Wanderja Bertonija iz carrarskega marmorja
- štirje veliki križi na temo Sanje z napačnimi rešitvami Roberta Longa (modri  Druck auf den Himmel , rdeče  Feuergebete ,  Gold Wehklagen in der Öffentlichkeit  in črne  Lieder der Ergebung )
- štiri stopnišča imajo keramične skulpture Arna Lehmanna
- 12-tonski friz v spomin Antonu von Webernu, Rudolfa Hoflehnerja
- Tapiserije Oskarja Kokoschke
- Freske Wolfganga Hutterja (preddverje do stranskih lož v levi strani)
- Freske Karla Plattnerja (preddverje do stranskih lož na desnistrani)
- Bronasta vrata Tonija Schneider-Manzela
- reliefne maske Heinza Leinfellnerja
- tri tapiserije Richarda Kurta Fischerja na temo ogenj, voda in zrak
- tapiserija Giselbert Hoke, Boj med dobrim in zlim

Marmorni portal na severnem pročelju na trgu Herberta von Karajana je delo baročnega arhitekta Johanna Bernharda Fischerja von Erlacha. Financirano je bilo iz plena turške vojne leta 1683, v katero je Salzburg poslal 800 mož za lajšanje turškega obleganja Dunaja, leta 1688 pa tudi sodeloval pri osvajanju Beograda pod knezom Evgenom Savojskim . Ženske figure na portalu predstavljajo Evropo in Azijo; da sedijo na samorogih, je znano šele od zadnje prenove. Druga posebnost teh vrat je lahek preboj, skozi katerega bi lahko svetloba padla na glave konj, ki so jih je privedli h koritu.
Naslednji pregovor, ki ga je napisal benediktinski duhovnik Thomas Michels, je pritrjen na pročelje Hofstallgasse: SACRA CAMENAE DOMUS / CONCITIS CARMINE PATET / QUO NOS ATTONITOS / NUMEN AD AURAS FERAT ('Sveta hiša muze je odprta za ljubitelje umetnosti, kot nas vneto nosi božanska moč')